# Chapelle de la Résurrection
Koordinaten: 50° 50′ 28,6″ N, 4° 22′ 43,6″ O

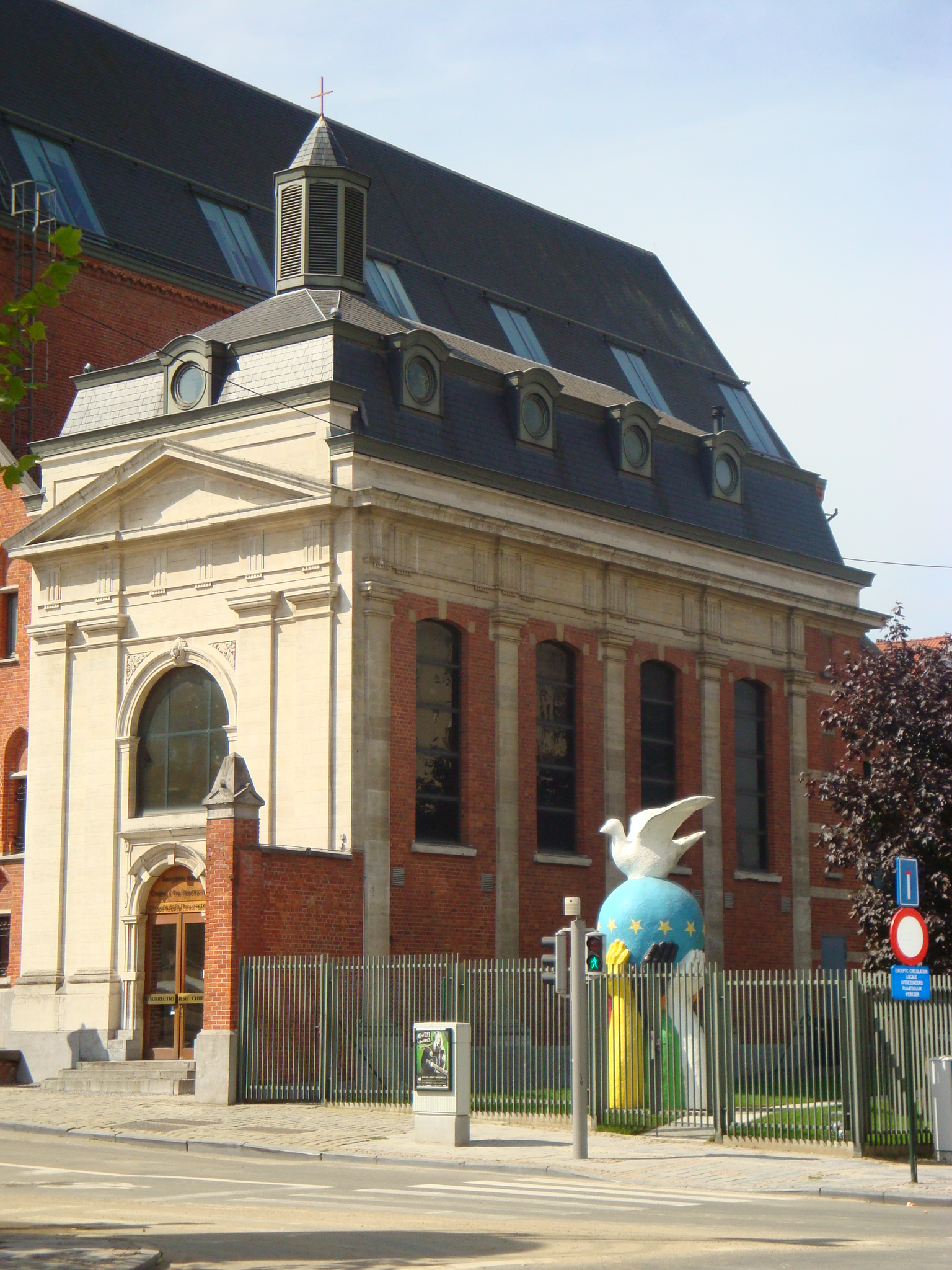
Chapelle de la Résurrection, daneben die Skulptur Einheit in Frieden, Brüssel

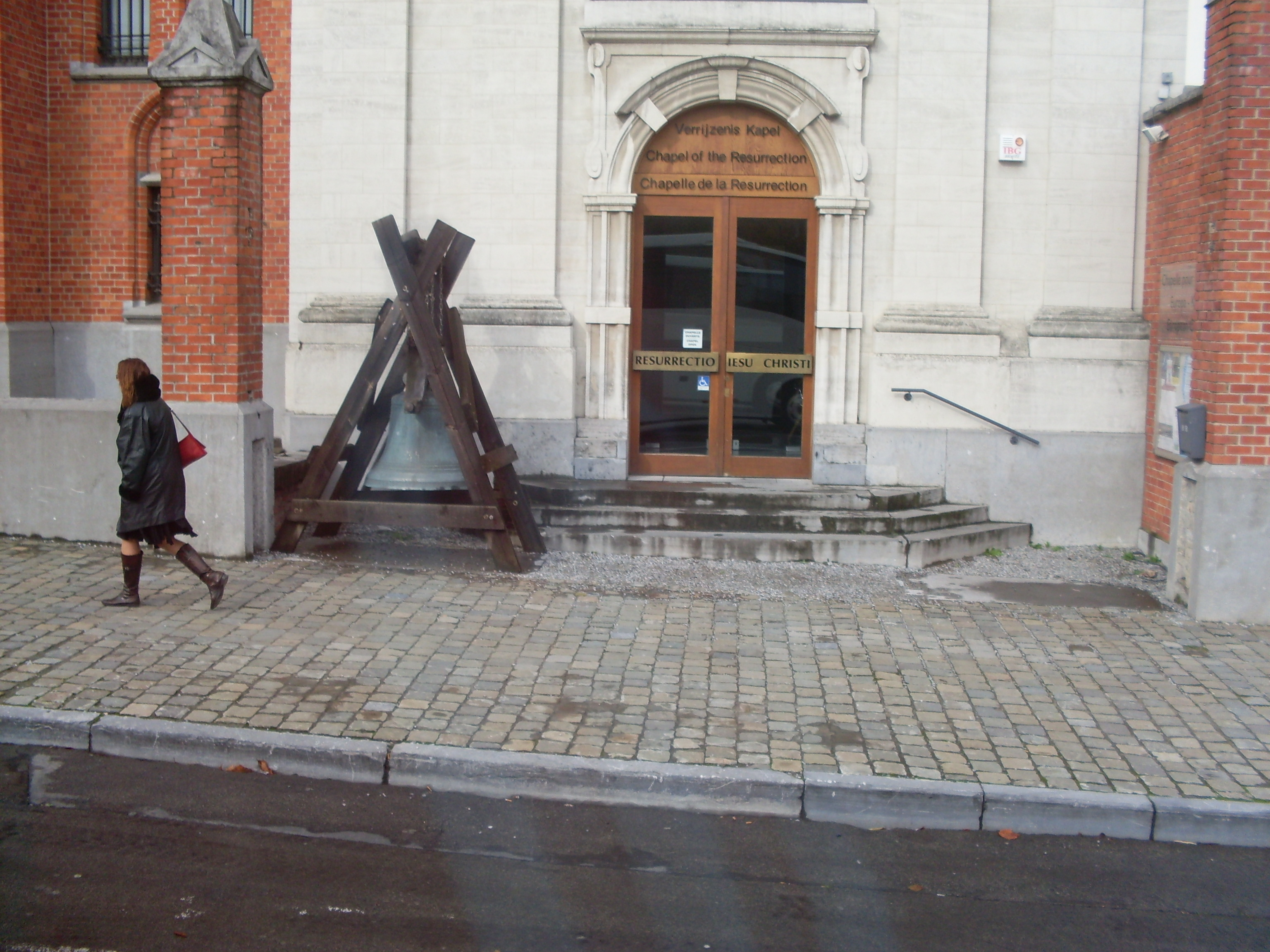
Eingang der Kapelle (Oktober 2008)

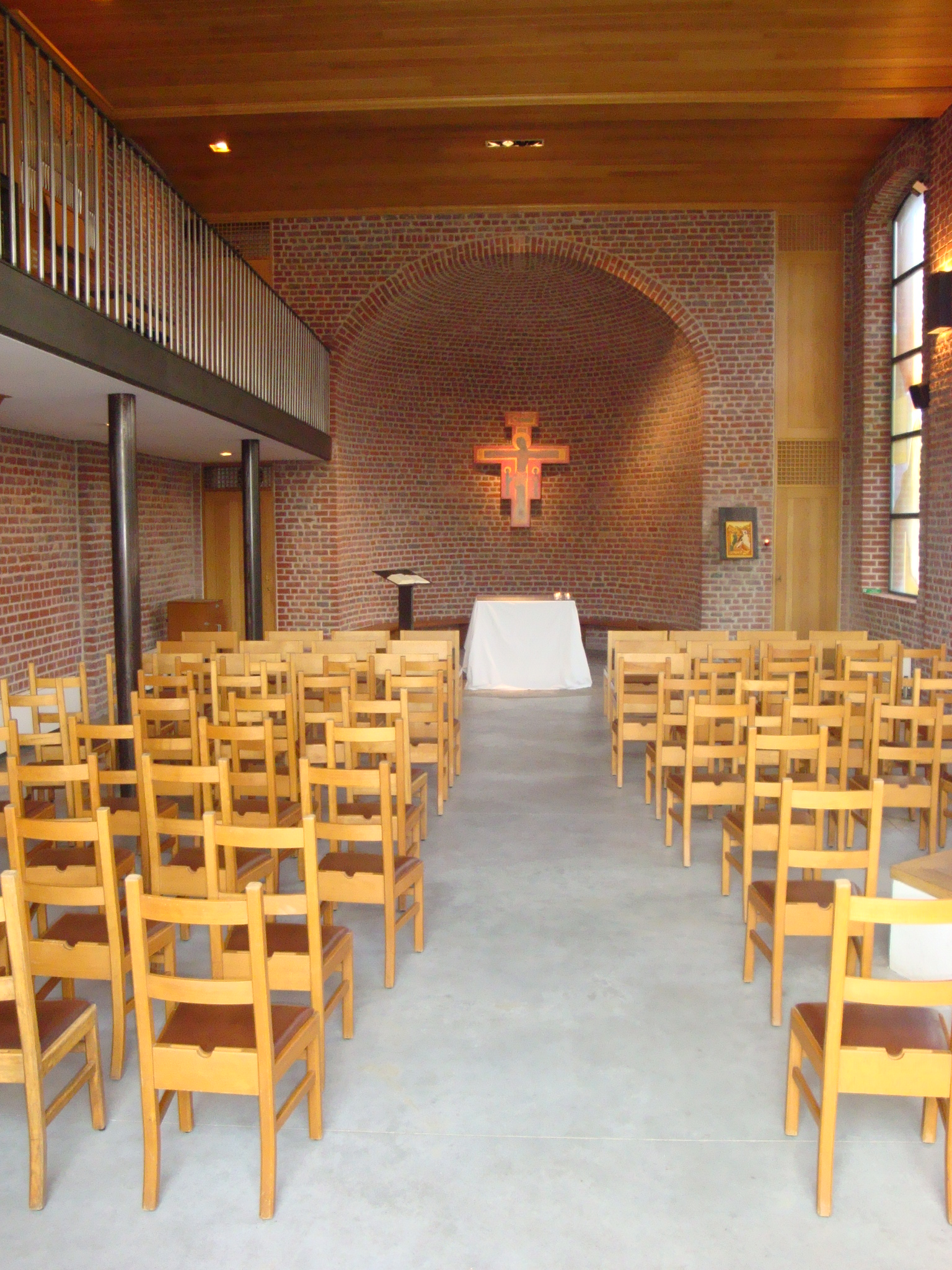
Inneres: Hauptraum

Haupt- und zwei Seitenfenster des österreichischen Künstlers Thomas Reinhold

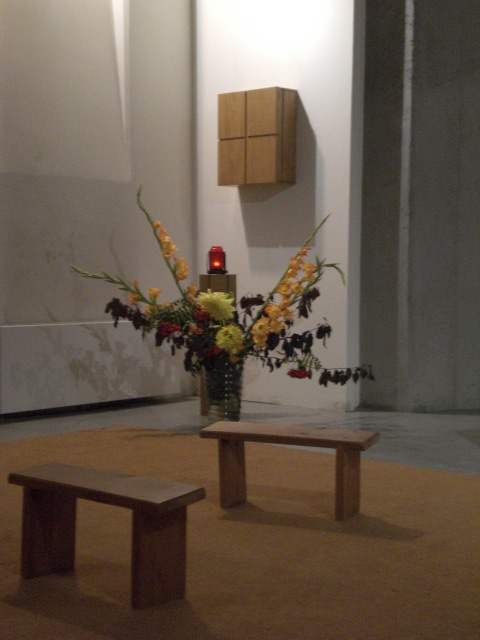
Krypta (Tabernakel)

Die Chapelle de la Résurrection (niederl. Verrijzeniskapel, dt. Auferstehungskapelle, auch Chapel for Europe) ist eine katholische Kirche mit ökumenischer Ausrichtung im Europaviertel Brüssels (Gemeinde Stadt Brüssel). Ein Vorläufer dieser Kirche, dessen Ursprünge bis ins 15. Jahrhundert zurückreichen, befand sich ursprünglich im Stadtzentrum, wurde aber im Zuge der urbanen Umstrukturierung Brüssels 1907 abgerissen. Stattdessen wurde ein äußerlich originalgetreuer Nachbau am jetzigen Standort errichtet. Im Herbst 2001 – nach baulichen Veränderungen und pastoraler Neuausrichtung – erhielt die Kapelle ihren jetzigen Namen; ihr Programm trägt seither stark ökumenische Züge.

## Geschichte
Der Kirchenbau, der auf ältere Bauten zurückgeht und im 18. Jahrhundert grundlegend erneuert wurde, stand ursprünglich auf dem Gelände des heutigen Zentralbahnhofs und wurde im Rahmen des stadt- und verkehrsplanerischen Umbaus der Brüsseler Innenstadt abgerissen und in der Vanmaerlantstraat nachgebaut. Dabei wurde der Bau an einen Konvent der Schwestern der Ewigen Anbetung (Dames de l'Adoration perpétuelle) angliedert; das Gebäudeensemble ist in dieser Form bis heute weitgehend erhalten, wenn auch unter geänderter Funktion. 1999 verkauften die Schwestern die Anlage: Während das Hauptgebäude heute ein Besucherzentrum und eine Bibliothek der Europäischen Kommission beherbergt, wurde die Kapelle an einen internationalen Verein belgischen Rechts verkauft, der von Mitarbeitern der europäischen Institutionen gegründet worden war, um die Kapelle als Gebetsraum zu erhalten. Durch Spendengelder und Beiträge der katholischen Bischofskonferenzen Europas, der Konferenz Europäischer Kirchen, des Jesuitenordens und zahlreicher Stiftungen wurde die Kapelle in den Jahren 1999 und 2000 vollständig erneuert und umstrukturiert. Am 25. September 2001 wurde der neue Kirchenraum durch den damaligen Brüsseler Erzbischof Godfried Kardinal Danneels offiziell eingeweiht.

## Architektur
Während die Neorenaissancefassade und das Äußere der Kapelle bei den Renovierungsarbeiten größtenteils unverändert blieben, wurde das Kircheninnere bei den Umbauarbeiten 2001 vollständig entkernt und nach Plänen des Brüsseler Architekturbüros Marionex neu strukturiert. Heute besteht das Gebäude, anders als das Äußere vermuten lässt, aus vier Stockwerken. Man betritt die Kapelle durch ein Eingangsfoyer (Erdgeschoss), das als Empfangs-, Veranstaltungs- und Ausstellungsraum genutzt wird. Im Untergeschoss befindet sich eine Krypta, die zum stillen Gebet und zur Anbetung dient. Das vergoldete Kreuz ist ein Werk des Bildhauers Philippe Denis. Der liturgische, einschiffige Hauptraum liegt heute im ersten Obergeschoss und ist durch eine Innentreppe sowie durch einen Aufzug erreichbar. Da der Kirchenraum seine ursprüngliche Höhe verloren hat, wurden neue Fenster des Wiener Künstlers Thomas Reinhold eingefügt. Die Seitenfenster haben die Themen Schöpfung, Menschwerdung, Brennender Dornbusch und Geistsendung (Pfingsten) zum Inhalt, während das Fenster der Hauptfassade (Straßenseite) die Auferstehung behandelt. Auf einer Seitenempore verfügt die Kapelle über eine Orgel aus der Werkstatt Etienne Debaisieux; das Instrument ist ein Geschenk der Evangelischen Kirche in Deutschland (EKD). Im darüberliegenden Stockwerk liegen (von außen nicht sichtbar) ein Gemeinde- und Versammlungssaal sowie Büros.

## Pastorales Konzept
Die Chapelle de la Résurrection ist keine Pfarrkirche. Angesichts ihrer besonderen Lage inmitten eines reinen Büro- und Geschäftsviertels und in unmittelbarer Nähe zu den europäischen Institutionen (Rat der Europäischen Union, Europäisches Parlament, Europäische Kommission etc.) dient sie als Gesprächs-, Begegnungs-, Gebetsstätte am Arbeitsort. Die Kapelle ist daher hauptsächlich an Werktagen geöffnet und bietet alternative liturgische Angebote, die auf den Arbeitsrhythmus, auf die Vielfalt an konfessionellen Zugehörigkeiten abgestimmt sind. Geleitet wird die Kapelle von einem Pastoralteam aus Ordensleuten und ehrenamtlichen Laien. katholische, evangelisch-lutherische und orthodoxe Gottesdienste werden – überwiegend zur Mittagszeit – angeboten, hauptsächlich in Englisch und Französisch.